# Four Nations Chess League 1999/2000
Die Saison 1999/2000 war die siebte Spielzeit der Four Nations Chess League (4NCL). 
Der Titelverteidiger Slough gab nur gegen den Vizemeister Wood Green einen Punkt ab und hatten am Ende drei Punkte Vorsprung. Zwei Vereine hatten sich umbenannt, die Invicta Knights Maidstone und das British Chess Magazine trugen jetzt die neuen Namen Index-IT und The ADs. Aus der Division 2 waren Silvine White Rose, die zweite Mannschaft von Wood Green und Guildford A&DC aufgestiegen. Während White Rose und Guildford den Klassenerhalt erreichten, musste Wood Greens zweite Mannschaft zusammen mit Bristol und den North West Eagles direkt wieder absteigen.
Zu den Mannschaftskadern siehe Mannschaftskader der Four Nations Chess League 1999/2000.

## Termine und Spielorte
Die Wettkämpfe fanden statt am 9. und 10. Oktober, 20. und 21. November 1999, 22. und 23. Januar, 25. und 26. März sowie 29. und 30. April und 1. Mai 2000. Alle Runden wurden zentral in Birmingham ausgerichtet.

## Abschlusstabelle
| Pl. | Verein                        | Sp | G  | U | V | MP    | Brett-P.  |
| --- | ----------------------------- | -- | -- | - | - | ----- | --------- |
| 01. | Slough (M)                    | 11 | 10 | 1 | 0 | 21:1  | 63,5:24,5 |
| 02. | Wood Green I. Mannschaft      | 11 | 8  | 2 | 1 | 18:4  | 56,0:32,0 |
| 03. | Bigwood                       | 11 | 8  | 1 | 2 | 17:5  | 55,0:33,0 |
| 04. | Barbican Chess Club           | 11 | 6  | 1 | 4 | 13:9  | 47,5:40,5 |
| 05. | Index-IT                      | 11 | 5  | 3 | 3 | 13:9  | 44,0:44,0 |
| 06. | Guildford A&DC (N)            | 11 | 5  | 1 | 5 | 11:11 | 49,0:39,0 |
| 07. | Silvine White Rose (N)        | 11 | 4  | 1 | 6 | 9:13  | 41,5:46,5 |
| 08. | Richmond                      | 11 | 4  | 1 | 6 | 9:13  | 38,0:50,0 |
| 09. | The ADs                       | 11 | 3  | 0 | 8 | 6:16  | 35,5:52,5 |
| 10. | Bristol                       | 11 | 3  | 0 | 8 | 6:16  | 35,0:53,0 |
| 11. | North West Eagles             | 11 | 2  | 1 | 8 | 5:17  | 31,5:56,5 |
| 12. | Wood Green II. Mannschaft (N) | 11 | 1  | 2 | 8 | 4:18  | 31,5:56,5 |

## Entscheidungen
|     | Britischer Meister: Slough                                                         |
|     | Absteiger in die Division 2: Bristol, North West Eagles, Wood Green II. Mannschaft |
| (M) | Meister der letzten Saison                                                         |
| (N) | Aufsteiger der letzten Saison                                                      |

## Kreuztabelle
| Ergebnisse | Ergebnisse                | 01. | 02. | 03. | 04. | 05. | 06. | 07. | 08. | 09. | 10. | 11. | 12. |
| ---------- | ------------------------- | --- | --- | --- | --- | --- | --- | --- | --- | --- | --- | --- | --- |
| 01.        | Slough                    |     | 4   | 5   | 5   | 6   | 6   | 6   | 6   | 6   | 6½  | 7   | 6   |
| 02.        | Wood Green I. Mannschaft  | 4   |     | 4   | 3½  | 4½  | 5½  | 5   | 7   | 5   | 6   | 5   | 6½  |
| 03.        | Bigwood                   | 3   | 4   |     | 5½  | 3   | 4½  | 5   | 6½  | 6½  | 5½  | 6   | 5½  |
| 04.        | Barbican Chess Club       | 3   | 4½  | 2½  |     | 5½  | 2½  | 3½  | 5½  | 6   | 4½  | 6   | 4   |
| 05.        | Index-IT                  | 2   | 3½  | 5   | 2½  |     | 4   | 4   | 4   | 5½  | 4½  | 4½  | 4½  |
| 06.        | Guildford A&DC            | 2   | 2½  | 3½  | 5½  | 4   |     | 5   | 3   | 7   | 6   | 3½  | 7   |
| 07.        | Silvine White Rose        | 2   | 3   | 3   | 4½  | 4   | 3   |     | 1½  | 3   | 5   | 7   | 5½  |
| 08.        | Richmond                  | 2   | 1   | 1½  | 2½  | 4   | 5   | 6½  |     | 2½  | 6   | 2½  | 4½  |
| 09.        | The ADs                   | 2   | 3   | 1½  | 2   | 2½  | 1   | 5   | 5½  |     | 3½  | 6   | 3½  |
| 10.        | Bristol                   | 1½  | 2   | 2½  | 3½  | 3½  | 2   | 3   | 2   | 4½  |     | 5   | 5½  |
| 11.        | North West Eagles         | 1   | 3   | 2   | 2   | 3½  | 4½  | 1   | 5½  | 2   | 3   |     | 4   |
| 12.        | Wood Green II. Mannschaft | 2   | 1½  | 2½  | 4   | 3½  | 1   | 2½  | 3½  | 4½  | 2½  | 4   |     |

## Die Meistermannschaft
| 1.            | Slough Chess Club |
| Schachfiguren | Michail Gurewitsch, Zoltán Almási, Igor Khenkin, Tony Miles, Ľubomír Ftáčnik, Kevin Spraggett, Anthony Kosten, Mark Hebden, Peter Wells, Matthew Turner, Colin McNab, Aaron Summerscale, Geoffrey Lawton, Graeme Buckley, Susan Lalić, Andrew Smith, Alex Tucker. |